# Athlétisme à l'Universiade d'été de 2013
Navigation
2011 Édition suivante
Les épreuves d'athlétisme de l'Universiade d'été de 2013 se déroulent dans l'enceinte du Stade central de Kazan, en Russie, du 7 au 12 juillet 2013.

## Résultats

### Hommes
| Épreuves | Or                                                                                  | Argent                                                                                 | Bronze                                                                                        |
| --- | ----------------------------------------------------------------------------------- | -------------------------------------------------------------------------------------- | --------------------------------------------------------------------------------------------- |
| 100 m | Anaso Jobodwana 10 s 10                                                             | Ryōta Yamagata 10 s 21                                                                 | Wilfried Koffi 10 s 21                                                                        |
| 200 m | Anaso Jobodwana 20 s 00 (v. f.)                                                     | Rasheed Dwyer 20 s 23                                                                  | Shōta Iizuka 20 s 33                                                                          |
| 400 m | Vladimir Krasnov 45 s 49                                                            | Anderson Henriques 45 s 50                                                             | Nicholas Maitland 45 s 63                                                                     |
| 800 m | Nijel Amos 1 min 46 s 53                                                            | Jozef Repčík 1 min 47 s 30 (SB)                                                        | Andreas Vojta 1 min 47 s 31                                                                   |
| 1 500 m | Valentin Smirnov 3 min 39 s 39                                                      | Jeremy Rae 3 min 39 s 45                                                               | Jeremiah Motsau 3 min 39 s 51                                                                 |
| 5 000 m | Hayle Ibrahimov 13 min 35 s 89 (UR)                                                 | Paul Chelimo 13 min 37 s 09                                                            | Richard Ringer 13 min 37 s 18                                                                 |
| 10 000 m | Stephen Mokoka 28 min 45 s 96                                                       | Anatoly Rybakov 28 min 47 s 27                                                         | Yevgeniy Rybakov 28 min 47 s 28                                                               |
| Semi-marathon | Sibabalwe Gladwin Mzazi 1 h 3 min 37 s (PB)                                         | Stephen Mokoka 1 h 3 min 37 s                                                          | Shogo Nakamura 1 h 4 min 21 s                                                                 |
| Semi-marathon par équipes | Afrique du Sud                                                                      | Japon                                                                                  | Russie                                                                                        |
| 110 m haies | Eddie Lovett 13 s 43                                                                | Konstantin Shabanov 13 s 46 (SB)                                                       | Sergueï Choubenkov 13 s 47                                                                    |
| 400 m haies | Martin Kučera 49 s 79 (PB)                                                          | Amadou Ndiaye 49 s 90                                                                  | Ian Dewhurst 49 s 96                                                                          |
| 3 000 m steeple | Ilgizar Safiullin 8 min 32 s 53                                                     | Sebastián Martos 8 min 37 s 94                                                         | Patrick Nasti 8 min 38 s 41                                                                   |
| 4 × 100 m | Ukraine Ruslan Perestyuk Serhiy Smelyk Ihor Bodrov Vitaliy Korzh 38 s 56            | Japon Ryōta Yamagata Yousuke Hara Rui Yonaguni Shōta Iizuka 39 s 12                    | Pologne Jakub Adamski Dariusz Kuć Artur Zaczek Kamil Krynski 39 s 29                          |
| 4 × 400 m | Russie Maksim Dyldin Dmitriy Buryak Radel Kashefrazov Vladimir Krasnov 3 min 3 s 70 | Canada Benjamin Ayesu-Attah Brendon Rodney Michael Robertson Tyler Harper 3 min 5 s 26 | Afrique du Sud Pieter Conradie Jacques de Swardt Pieter Beneke Wayde van Niekerk 3 min 6 s 19 |
| 20 km marche | Andrey Krivov 1 h 20 min 47 s (UR)                                                  | Ruslan Dmytrenko 1 h 20 min 54 s                                                       | Denis Strelkov 1 h 21 min 32 s                                                                |
| Saut en longueur | Luis Rivera 8,46 m WL                                                               | Aleksandr Menkov 8,42 m PB                                                             | Marcos Chuva 8,15 m (SB)                                                                      |
| Saut à la perche | Sam Kendricks 5,60 m                                                                | Seito Yamamoto 5,60 m                                                                  | Nikita Filippov 5,50 m                                                                        |
| Triple saut | Viktor Kuznyetsov 17,01 m                                                           | Aleksey Fyodorov 16,89 m                                                               | Yevgeniy Ektov 16,57 m                                                                        |
| Saut en hauteur | Sergey Mudrov 2,31 m                                                                | Andriy Protsenko 2,31 m                                                                | Wang Yu 2,28 m                                                                                |
| Lancer du poids | Aleksandr Lesnoy 20,30 m                                                            | Inderjeet Singh 19,70 m                                                                | Valeriy Kokoyev 19,65 m                                                                       |
| Lancer du disque | Ronald Julião 63,54 m                                                               | Giovanni Faloci 62,23 m                                                                | Gleb Sidorchenko 62,16 m                                                                      |
| Lancer du marteau | Paweł Fajdek 79,99 m                                                                | Marcel Lomnický 78,73 m                                                                | Sergey Litvinov 78,08 m                                                                       |
| Lancer du javelot | Dmitriy Tarabin 83,11 m                                                             | Robert Oosthuizen 81,63 m                                                              | Fatih Avan 81,24 m                                                                            |
| Décathlon | Thomas Van der Plaetsen 8 164 pts                                                   | Sergey Sviridov 7 939 pts                                                              | Brent Newdick 7 611 pts                                                                       |
| Records et Performances - AR : Record continental (area record) - CR : Record des championnats (championship record) - MR : Record du meeting (meet record) - NR : Record national (national record) - OR : Record olympique (olympic record) - PR : Record paralympique (paralympic record) - PB : Record personnel (personal best) - SB : Meilleure performance personnelle de la saison (season's best) - WL : Meilleure performance mondiale de l'année (world leader) - WJR : Record du monde junior (world junior record) - WR : Record du monde (world record) Circonstances et Conditions - DNF : N'a pas terminé (did not finish) - DNS : N'a pas pris le départ (did not start) - DQ : Disqualification (disqualification) - NM : Aucun essai valable enregistré (No Mark) - Q : Qualifié « directement » au prochain tour (ou à la prochaine compétition), lors d'une compétition majeure, grâce au classement ou à la réalisation des minima (automatic qualifier) - q : Qualifié au prochain tour (ou à la prochaine compétition), lors d'une compétition majeure, grâce au repêchage ou à la réalisation de l'une des meilleures performances parmi celles des « non qualifiés directement » (grâce au meilleur temps ou à la meilleure distance par exemple) (secondary qualifier) |                                                                                     |                                                                                        |                                                                                               |

### Femmes
| Épreuves | Or                                                                                         | Argent                                                                                         | Bronze                                                                                             |
| --- | ------------------------------------------------------------------------------------------ | ---------------------------------------------------------------------------------------------- | -------------------------------------------------------------------------------------------------- |
| 100 m | Aurieyall Scott 11 s 28                                                                    | Lina Grinčikaitė 11 s 32                                                                       | Andreea Ogrăzeanu 11 s 41                                                                          |
| 200 m | Kimberly Hyacinthe 22 s 78 (PB)                                                            | Hanna-Maari Latvala 22 s 98 (PB)                                                               | Andreea Ogrăzeanu 23 s 10 (PB)                                                                     |
| 400 m | Kseniya Ustalova 50 s 60                                                                   | Alena Tamkova 51 s 17                                                                          | Anastasia Le-Roy 51 s 72                                                                           |
| 800 m | Margarita Mukasheva 1 min 58 s 96                                                          | Ekaterina Kupina 1 min 59 s 57                                                                 | Eglė Balčiūnaitė 1 min 59 s 82                                                                     |
| 1 500 m | Elena Korobkina 4 min 08 s 13                                                              | Luiza Gega 4 min 08 s 71                                                                       | Margherita Magnani 4 min 09 s 72                                                                   |
| 5 000 m | Olga Golovkina 15 min 43 s 77                                                              | Ayuko Suzuki 15 min 51 s 47                                                                    | Mai Shoji 16 min 11 s 90                                                                           |
| 10 000 m | Ayuko Suzuki 32 min 54 s 17                                                                | Alina Prokopyeva 33 min 0 s 93                                                                 | Mai Tsuda 33 min 14 s 59                                                                           |
| Semi-marathon | Mai Tsuda 1 h 13 min 12 s                                                                  | Alina Prokopyeva 1 h 13 min 18 s                                                               | Yukiko Okuno 1 h 13 min 24 s                                                                       |
| Semi-marathon par équipes | Japon                                                                                      | Russie                                                                                         | Chine                                                                                              |
| 100 m haies | Vashti Thomas 12 s 61 (UR)                                                                 | Alina Talay 12 s 78 (SB)                                                                       | Danielle Williams 12 s 84                                                                          |
| 400 m haies | Hanna Yaroshchuk 54 s 77                                                                   | Irina Davydova 54 s 79                                                                         | Sarah Wells 55 s 76                                                                                |
| 3 000 m steeple | Gülcan Mıngır 9 min 45 s 88                                                                | Chantelle Groenewoud 9 min 51 s 17 (PB)                                                        | Jessica Furlan 9 min 51 s 23 (PB)                                                                  |
| 4 × 100 m | Ukraine Olesya Povh Nataliya Pohrebnyak Mariya Ryemyen Viktoriya Pyatachenko 42 s 77       | États-Unis Vashti Thomas Aurieyall Scott Jade Barber Tristie Johnson 43 s 54                   | Pologne Marika Popowicz Weronika Wedler Ewelina Ptak Malgorzata Koldej 43 s 81                     |
| 4 × 400 m | Russie Alena Tamkova Nadezhda Kotlyarova Ekaterina Renzhina Kseniya Ustalova 3 min 26 s 61 | Canada Noëlle Montcalm Sarah-Lynn Wells Helen Joan Crofts Alicia Christina Brown 3 min 32 s 93 | Afrique du Sud Sonja Van der Merwe Arista Nienaber Justine Palframan Anneri Ebersohn 3 min 36 s 05 |
| 20 km marche | Anisya Kirdyapkina DQ                                                                      | Irina Yumanova 1 h 30 min 41 s                                                                 | Lina Bikulova 1 h 32 min 30 s                                                                      |
| Saut en longueur | Darya Klishina 6,90 m                                                                      | Yelena Sokolova 6,73 m                                                                         | Michelle Weitzel 6,56 m                                                                            |
| Triple saut | Ekaterina Koneva 14,82 m (UR)                                                              | Anna Jagaciak 14,21 m (SB)                                                                     | Carmen Cristina Toma 14,14 m (SB)                                                                  |
| Saut en hauteur | Kamila Stepaniuk 1,96 m                                                                    | Mariya Kuchina 1,96 m (PB)                                                                     | Anna Iljuštšenko 1,94 m                                                                            |
| Saut à la perche | Anastasia Savchenko 4,60 m                                                                 | Martina Schultze 4,40 m (PB)                                                                   | Fanny Smets 4,30 m (PB)                                                                            |
| Lancer du poids | Irina Tarasova 18,75 m                                                                     | Liu Xiangrong 18,58 m                                                                          | Natalia Ducó 17,96 m                                                                               |
| Lancer du disque | Elena Panova 56,86 m                                                                       | Maryke Oberholzer 54,09 m                                                                      | Subenrat Insaeng 53,40 m (SB)                                                                      |
| Lancer du marteau | Jeneva McCall 73,75 m                                                                      | Oksana Kondratyeva 72,22 m                                                                     | Bianca Perie 68,94 m                                                                               |
| Lancer du javelot | Mariya Abakumova 65,12 m                                                                   | Viktoriya Sudarushkina 62,68 m                                                                 | Elisabeth Eberl 55,02 m                                                                            |
| Heptathlon | Laura Ikauniece 6 321 pts                                                                  | Györgyi Zsivoczky-Farkas 6 269 pts                                                             | Eliška Klučinová 6 124 pts                                                                         |
| Records et Performances - AR : Record continental (area record) - CR : Record des championnats (championship record) - MR : Record du meeting (meet record) - NR : Record national (national record) - OR : Record olympique (olympic record) - PR : Record paralympique (paralympic record) - PB : Record personnel (personal best) - SB : Meilleure performance personnelle de la saison (season's best) - WL : Meilleure performance mondiale de l'année (world leader) - WJR : Record du monde junior (world junior record) - WR : Record du monde (world record) Circonstances et Conditions - DNF : N'a pas terminé (did not finish) - DNS : N'a pas pris le départ (did not start) - DQ : Disqualification (disqualification) - NM : Aucun essai valable enregistré (No Mark) - Q : Qualifié « directement » au prochain tour (ou à la prochaine compétition), lors d'une compétition majeure, grâce au classement ou à la réalisation des minima (automatic qualifier) - q : Qualifié au prochain tour (ou à la prochaine compétition), lors d'une compétition majeure, grâce au repêchage ou à la réalisation de l'une des meilleures performances parmi celles des « non qualifiés directement » (grâce au meilleur temps ou à la meilleure distance par exemple) (secondary qualifier) |                                                                                            |                                                                                                | |

## Tableau des médailles
| Rang  | Nation                      | Or | Argent | Bronze | Total |
| ----- | --------------------------- | -- | ------ | ------ | ----- |
| 1     | Russie                      | 22 | 18     | 9      | 49    |
| 2     | Afrique du Sud              | 5  | 2      | 4      | 11    |
| 3     | Ukraine                     | 4  | 5      | 0      | 9     |
| 4     | États-Unis                  | 4  | 1      | 0      | 5     |
| 5     | Japon                       | 3  | 4      | 5      | 12    |
| 6     | Pologne                     | 2  | 1      | 2      | 5     |
| 7     | Canada                      | 1  | 3      | 1      | 5     |
| 8     | Slovaquie                   | 1  | 2      | 0      | 3     |
| 9     | Brésil                      | 1  | 1      | 0      | 2     |
| 10    | Roumanie                    | 1  | 0      | 3      | 4     |
| 11    | Kazakhstan                  | 1  | 0      | 2      | 3     |
| 12    | Belgique                    | 1  | 0      | 1      | 2     |
| 13    | Azerbaïdjan                 | 1  | 0      | 0      | 1     |
| 13    | Botswana                    | 1  | 0      | 0      | 1     |
| 13    | Îles Vierges des États-Unis | 1  | 0      | 0      | 1     |
| 13    | Mexique                     | 1  | 0      | 0      | 1     |
| 17    | Chine                       | 0  | 2      | 2      | 4     |
| 18    | Jamaïque                    | 0  | 1      | 3      | 4     |
| 19    | Allemagne                   | 0  | 1      | 2      | 3     |
| 20    | Italie                      | 0  | 1      | 1      | 2     |
| 20    | Lituanie                    | 0  | 1      | 1      | 2     |
| 22    | Biélorussie                 | 0  | 1      | 0      | 1     |
| 22    | Finlande                    | 0  | 1      | 0      | 1     |
| 22    | Inde                        | 0  | 1      | 0      | 1     |
| 22    | Kenya                       | 0  | 1      | 0      | 1     |
| 22    | Lettonie                    | 0  | 1      | 0      | 1     |
| 22    | Sénégal                     | 0  | 1      | 0      | 1     |
| 22    | Espagne                     | 0  | 1      | 0      | 1     |
| 29    | Autriche                    | 0  | 0      | 2      | 2     |
| 29    | Turquie                     | 0  | 0      | 2      | 2     |
| 30    | Albanie                     | 0  | 0      | 1      | 1     |
| 30    | Australie                   | 0  | 0      | 1      | 1     |
| 30    | Chili                       | 0  | 0      | 1      | 1     |
| 30    | Côte d'Ivoire               | 0  | 0      | 1      | 1     |
| 30    | Estonie                     | 0  | 0      | 1      | 1     |
| 30    | Hongrie                     | 0  | 0      | 1      | 1     |
| 30    | Moldavie                    | 0  | 0      | 1      | 1     |
| 30    | Nouvelle-Zélande            | 0  | 0      | 1      | 1     |
| 30    | Portugal                    | 0  | 0      | 1      | 1     |
| Total | Total                       | 50 | 50     | 49     | 149   |